# Envermeu
Envermeu is een gemeente in het Franse departement Seine-Maritime (regio Normandië). De gemeente telt 2097 inwoners (2005). De plaats maakt deel uit van het arrondissement Dieppe.

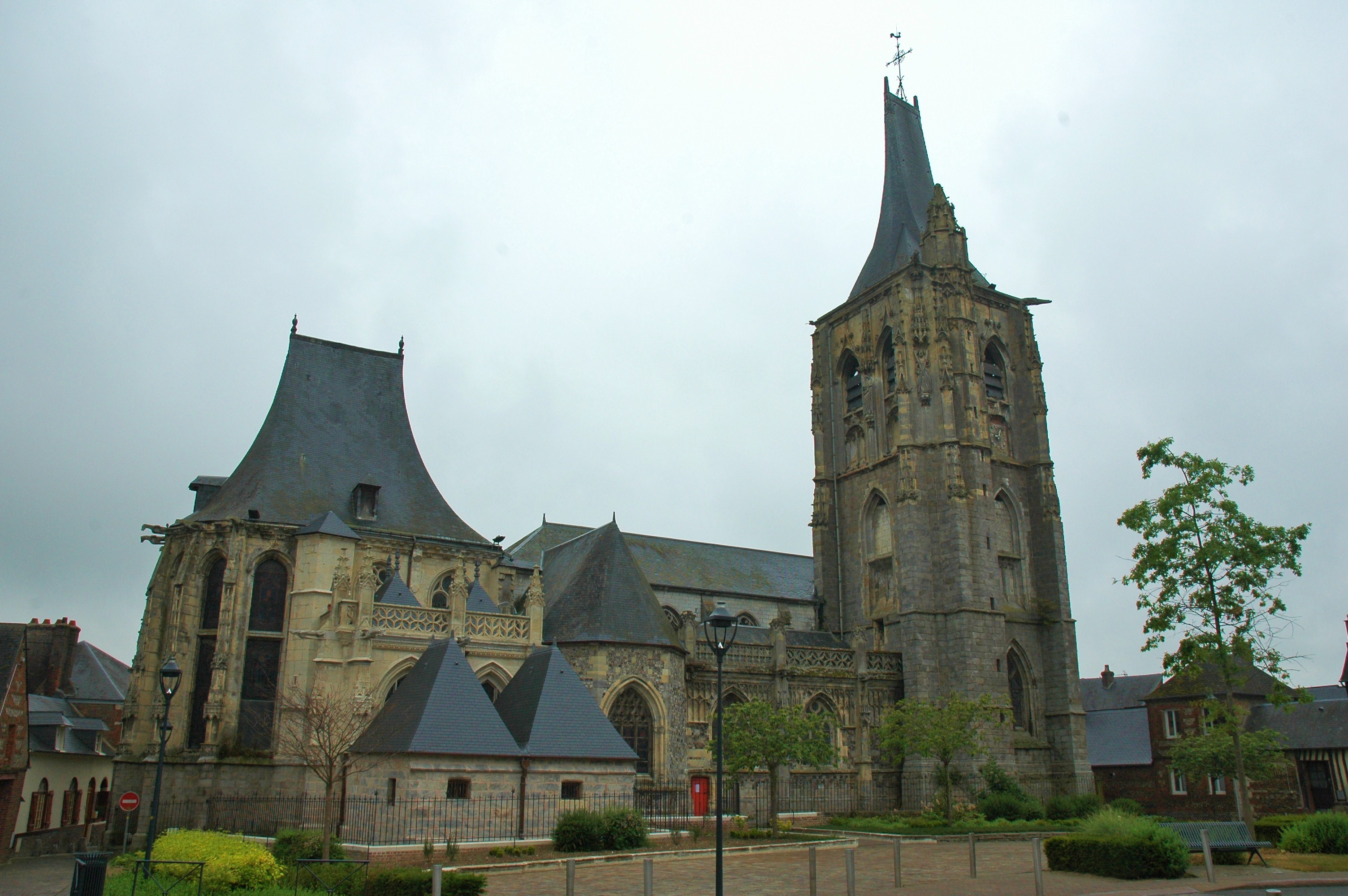
Église Notre-Dame

## Geschiedenis
Oude vermeldingen van de plaats gaan terug tot 734 als Edremau en tot de 11de eeuw als Evremou. De 18de-eeuwse Cassinikaart toont het stadje Envermeu.
Op het eind van het ancien régime eind 18de eeuw, toen de gemeenten werden gecreëerd, werd Envermeu een gemeente.

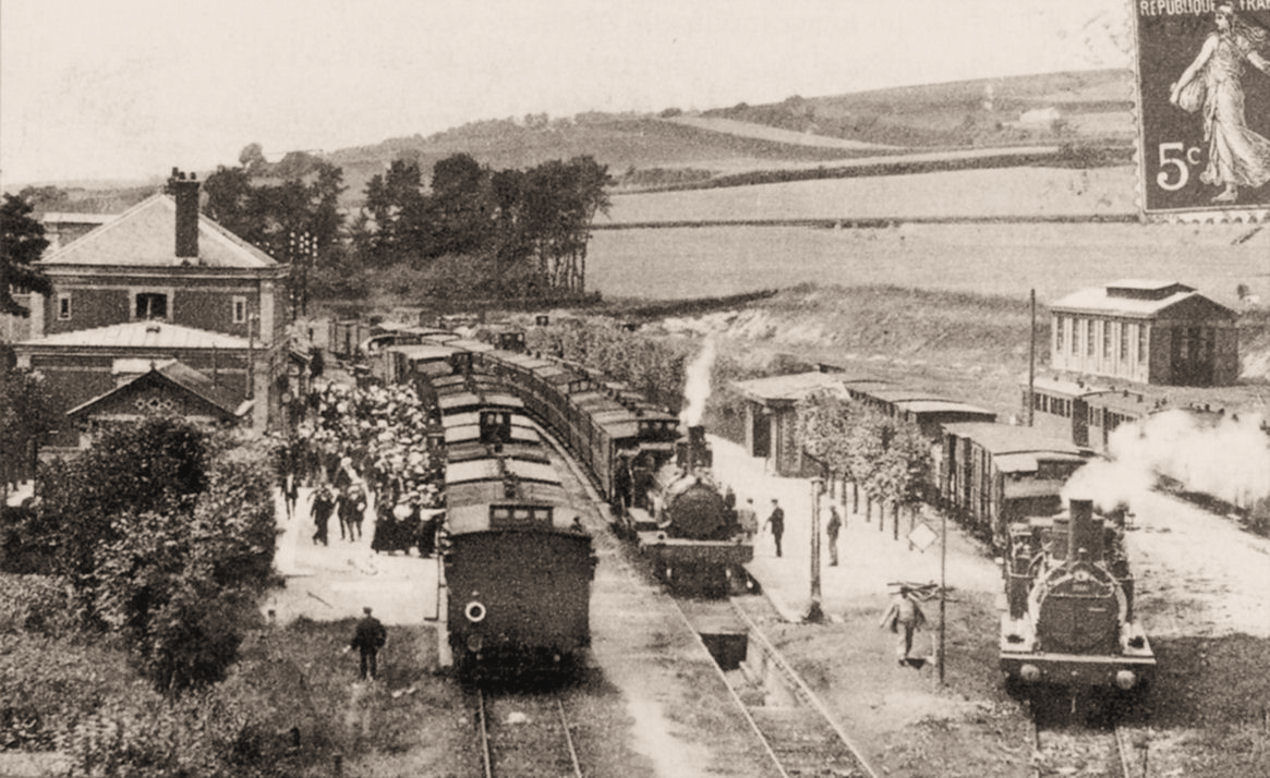
Station Envermeu, begin 20ste eeuw

In 1822 werden buurgemeente Hybouville en Saint-Lauren-d'Envermeu opgeheven en bij Envermeu gevoegd. In 1823 werd ook buurgemeente Auberville-sur-Eaulne bij Envermeu aangehecht.
In 1885 werd de spoorlijn spoorlijn Rouxmesnil - Eu geopend door Envermeu, waar het station Envermeu werd geopend. Het station sloot weer midden 20ste eeuw.

## Geografie
De oppervlakte van Envermeu bedraagt 14,6 km², de bevolkingsdichtheid is 143,6 inwoners per km².
Door Envermeu stroomt de Eaulne. In de gemeente liggen naast het dorpscentrum nog verschillende gehuchten, waaronder Auberville-sur-Eaulne, Saint-Laurent-d'Envermeu, Hybouville, Torqueville, Bray en Le Buc.
De onderstaande kaart toont de ligging van Envermeu met de belangrijkste infrastructuur en aangrenzende gemeenten.

## Bezienswaardigheden
- De Église Notre-Dame

## Demografie
Onderstaande figuur toont het verloop van het inwonertal (bron: INSEE-tellingen).